# 呂氏祖師廟
呂氏祖師廟（泰語：ศาลาฤๅษี เขาสามมุข；英語：Khao Sam Muk Ruesi Hall）仍一間供奉位於泰國靈修穩士呂氏祖師（ฤๅษี）的祠堂，位於泰國中部春武里府，春武里直轄縣（เมืองชลบุรี；Muang Chon Buri），盛素區（แสนสุข；Saen Suk），瓏考三挽路（ถนน รอบเขาสามมุข；Rob Khao Sam Muk Road），離北部海岸300公呎處。其座標：北緯13.306389度；東經100.906999度。

## 建築
- 從1963年開始建築，1966年 才完成 。
- 其室內主殿（供奉：呂氏祖師（ฤๅษี）、釋迦牟尼及媽祖的雕像）。
- 室外築的中國、泰國及印度宗教的雕像：
  - 彌勒菩薩（泰國華僑稱為「善加財佛」；พระสังกัจจายน์；Phra Sarng Kart Jai）的雕像；
  - 臥佛的雕像；
  - 象頭神的雕像；
  - 望著北部海濱的九皇爺的雕像；
  - 印度黑天（克里希納）與老虎 的雕像；
  - 財神的雕像；
  - 泰國鐵師傅（ครูเทพ；Kru Tep）的雕像；
  - 坐在「拼洲酒莊」酒埕上的濟公的雕像；
  - 盤龍柱的雕像；
  - 《西遊記》裡的孫悟空 參考之印度教 的那隻有四張臉及八隻手的猴子－哈奴曼（กำแหงหนุมาน；Kamhaeng Hanuman）的雕像；
  - 設有兩座觀音坐蓮雕像：
    - 較小的一座安於於一座巖洞上，巖洞裡另安一尾凶猛的鱷魚雕像，信眾喜歡把新鮮的蓮花放到鱷魚雕像的口裡；*** 較大的一座「萬事如意」觀音坐蓮雕像面向北部的海濱。
- 中國建築六角涼亭。

## 外部連結
- 谷歌地圖：Khao Sam Muk Ruesi Hall（呂氏祖師廟）;
- 泰國春武里府呂氏祖師廟的照片集[永久];
- 自駕遊呂氏祖師廟（泰語）（页面存档备份，存于）